# Karin Kraft
Karin Kraft (* 21. Juni 1952 in Göttingen) ist eine deutsche Professorin für Naturheilkunde mit den Forschungsschwerpunkten Phytotherapie, naturheilkundliche Methoden sowie Versorgungsforschung in der naturheilkundlichen Rehabilitation.

## Leben
Karin Kraft schloss 1980 ihr Studium der Humanmedizin mit Promotion ab. Von 1981 bis 1983 war sie Stipendiatin am Pharmakologischen Institut der Universität Heidelberg, anschließend Assistenzärztin an der Medizinischen Universitätspoliklinik Bonn. Seit 1989 ist sie Fachärztin für Innere Medizin. Ab 1991 war sie als Dozentin für Naturheilverfahren und Homöopathie an der Universität Bonn tätig. 1993 erfolgte die Habilitation.
2002 wurde sie auf den Lehrstuhl für Naturheilkunde an der Medizinischen Fakultät der Universität Rostock berufen.
Seit 1994 ist sie Mitglied der Kommission E, seit 2000 Supervising Editor der ESCOP und seit 2010 Präsidentin der Gesellschaft für Phytotherapie.
2003 erhielt sie den Hessischen Naturheilkundepreis.

## Schriften (Auswahl)
- Wirkung verschiedener Substitutionsverfahren auf das LH-Muster bei der ovarektomierten Ratte. Bonn 1980. (Dissertation)
- Untersuchungen zur Rolle endogener Opioide in der Pathogenese der arteriellen Hypertonie. Bonn 1993. (Habilitation)
- Naturheilverfahren und Homöopathie: Grundlagen, Möglichkeiten und Grenzen. Enke, Stuttgart 1994. ISBN 3-432-26181-0
- mit Jürgen Schütz: Phytopharmaka in NRW: Datenerhebung zur Verordnung von Phytopharmaka in ärztlichen Praxen in Nordrhein-Westfalen im Rahmen einer Inauguraldissertation. Bonn 1997.
- mit D. Loew, B. Schneider, Fritz H. Kemper: Planung, Durchführung und Auswertung von Anwendungsbeobachtungen. Empfehlungen der Gesellschaft für Phytotherapie (GPHY). In Pharm Ind 1997; 59: 755-759.
- Checkliste Phytotherapie. Thieme, Stuttgart 2000. ISBN 3-13-124551-4
- mit Christopher Hobbs: Pocket Guide to Herbal Medicine. Thieme, Stuttgart, New York 2004. ISBN 3-13-126991-X
- mit R. März: Die wissenschaftliche Basis der Phytotherapie. In: Zeitschrift für Phytotherapie 2006; 27: S. 279–283. (online)
- mit Reiner Stange: Lehrbuch Naturheilverfahren. Hippokrates, Stuttgart 2009. ISBN 978-3-8304-5333-8
- mit F. Gaedcke, B. Eberwein, Olaf Kelber, M. Stauss-Grabo, M. Tegtmeier, V. Schulz, H. Winterhoff, Fritz H. Kemper: Dietary Supplements and Herbal Medicinal Products - for a Clear Differentiation. Statement of the Society for Phytotherapy (GPT) to the "Article 13 Health Claim List" of the EFSA. In: Planta Medica. 75, 2009, doi:10.1055/s-0029-1234668.
- Mehr Möglichkeiten in der Onkologie. In: Zeitschrift für Phytotherapie, 2013, Heft 3. S. 105–150
- mit Olaf Kelber, Nicole Armbrüster, Christian Nauert, Ralf-Thorsten Pohl, Gabriele Weiß, Barbara Steinhoff, Fritz H. Kemper: Pflanzliche Arzneimittel und Botanicals: Klare Abgrenzung muss sein. In: Zeitschrift für Phytotherapie 2013; 34: 54. (online)

Eine vollständige Liste der Publikationen von 2003 bis 2011 befindet sich auf den Seiten der Universität Rostock.